# Wolfgang J. Duschl
Wolfgang J. Duschl (Monaco di Baviera, 1958) è un astronomo tedesco.
Ha conseguito il dottorato in fisica nel 1985 all'Università Ludwig Maximilian di Monaco.
Il Minor Planet Center gli accredita la scoperta dell'asteroide 594032 Reyhersamuel effettuata il 23 agosto 2004 in collaborazione con Sebastian Florian Hönig.